# 市川和子
市川 和子（いちかわ かずこ、1939年7月19日 - ）は、日本の元女優。

## 来歴・人物
東京市（現：東京都）出身。1954年、大映に入社。同年、大映映画『真白き富士の嶺』でデビュー。昭和30年代（1955年～1964年）に大映の若手女優陣としての一翼を担い、可憐といわれる容姿で人気であった。

## 出演作品

### 映画
- 真白き富士の嶺（1954年、大映） - 今里比佐子
- 螢の光（1955年、大映） - 朝倉京子
- お嬢さん先生（1955年、大映） - 細川頴子
- 哀しき富士の白雪よ（1955年、大映） - 加藤明子
- 薔薇いくたびか（1955年、大映） - 市岡福子
- 五十円横町（1955年、大映） - 大丸和子
- 娘の人生案内（1955年、大映） - 片岡信子
- 長崎の夜（1955年、大映） - 陳愛卿
- 七人の兄いもうと（1955年、大映） - 宮本和代
- 十代の反抗（1955年、大映） - 幡村光枝
- 薔薇の絋道館（1956年、大映） - 千代
- 花嫁のため息（1956年、大映） - 美代子
- 新妻の寝ごと（1956年、大映）
- 高校卒業前後（1956年、大映） - 小島京子 ※主演
- 刑事部屋（1956年、大映） - 田村道子
- 新婚日記 恥しい夢（1956年、大映） - 前田エリ子
- 火花（1956年、大映） - 花子
- 新婚日記 嬉しい朝（1956年、大映）
- 娘の修学旅行（1956年、大映） - 森口小枝子
- スタジオは大騒ぎ（1956年、大映）
- 夜の河（1956年、大映） - 竹村あつ子
- あこがれの練習船（1956年、大映） - 森川和枝
- 高校生と殺人犯（1956年、大映） - 竹ノ内半子
- いとはん物語（1957年、大映） - 菊子
- スタジオはてんやわんや（1957年、大映）
- 朝の口笛（1957年、大映） - 秋吉みさを
- 女の肌（1957年、大映） - 娘
- 地獄花（1957年、大映） - 二ノ姫
- 赤胴鈴之助 鬼面党退治（1957年、大映） - かおる姫
- 深夜の定期便（1957年、大映） - 圭子
- 駐在所日記（1957年、大映） - 芳子
- 悲しみは女だけに（1958年、大映） - 芳子
- 忠臣蔵（1958年、大映） - ちょん丸
- 南氏大いに惑う（1958年、大映） - 関沢はるみ
- 夜霧の滑走路（1958年、大映） - 洋子
- 不敵な男（1958年、大映） - 峰子
- おーい中村君（1958年、大映） - 梅野咲子
- 軍国酒場（1958年、大映） - 横山松子
- 親不幸通り（1958年、大映） - 桑原奈美
- 白昼の侵入者（1958年、大映） - 吉野綾子
- 秘めたる一夜（1959年、大映） - 畑みどり ※主演
- 女の教室（1959年、大映） - 仁村藤穂
- 咲子さんちょっと（1963年、松竹） - 黒田ますみ
- 渡世人（1967年、東映） - お登喜
- 華麗なる闘い（1969年、東宝） - 小式部クミ
- 日本一の断絶男（1969年、東宝） - 葉子
- 盛り場仁義（1970年、日活） - 倉田千鶴子
- 紙芝居昭和史 黄金バットがやって来る（1972年、東宝） - 紀代子

### テレビドラマ

#### NHK
- お好み日曜座
  - 五十五年目の微笑（1959年）
  - 生きかえった石松（1959年）
- 婚約（1960年）
- ドラマ指定席
  - 南の島に雪が降る（1961年）
  - みみず買いまっせ（1964年）※主演
  - 質屋いそっぷ（1964年）
- 指名手配 第103話「総合手配第三号」（1961年）
- 講談ドラマ 遠山の金さん（1962年）
- 文芸劇場 / 女人の館（1963年） - 万津子 ※主演
- 浪曲ドラマ / 不如帰（1963年）
- 事件記者 第176話「血痕」（1964年）
- 明治三十八年秋（1965年）
- 大衆名画座 / 人形佐七捕物帳（1965年）
  - 第15話「眠り鈴之助」
  - 第27話「恋の通し矢」
- NHK劇場 / ひとりぼっちの廊下（1967年）
- 銀河ドラマ / あゝ笑魂（1969年）
- 大河ドラマ / 樅ノ木は残った 第41話「西からの密書」、第42話「密契の証文」（1970年） - おたか

#### NTV
- 花と光と（1959年）
- ヤシカゴールデン劇場 / 大炊介始末（1959年）
- 刑事部屋（1959年）
  - 続・刑事部屋（1959年）
- 青春レポート 第11話「結婚前夜」（1959年）
- ゴールドステージ / 目白三平（1959年）
- 芥川龍之介シリーズ「ひな」（1959年）
- ダイヤル110番
  - 第114話「奥さま御用心」（1959年）
  - 第132話「妻の秘密」（1960年）
  - 第152話「白い水脈」（1960年）
  - 第215話「初動捜査班」（1961年）
  - 第332話「男一匹」（1964年）
- ゴールデン劇場 /  空蝉「源氏物語」より（1960年）
- 街のどこかで 第2話「夜の細波」（1960年）
- 木曜ワイドアワー / 凧タコあがれ（1960年）
- 独身社員寮解散（1960年）
- シャープクライマックス 人生はドラマだ 第19話「マキノ省三」（1960年）
- 廻れ人生 第9話「追いたて荘」（1960年）
- スリラー劇場
  - 夜のプリズム / 怪盗太郎シリーズ（1960年）
    - 素晴らしき計画
    - 太郎の贈り物
    - 彼奴を消せ
    - ぬれ手にネコ
    - ツウダウンに賭けろ
    - 銀行破り

  - 集魚灯（1960年）
- 二人の葉子 第19話「この空の下に」（1960年）
- 池部良シリーズ / 若き丘の上 第11話（1960年）
- 信託劇場 / ぼくは赤ちゃん（1960年）
- カラー・ミュージカル（1960年）
- 人生うらおもて 第12話「女猫の季節」（1960年）
- ナショナルゴールデン劇場
  - さし銭五百文（1960年）
  - さくらんぼ（1967年）
- 愛の劇場 / 恋愛交差点（1961年）
- 東レ サンデーステージ
  - 部長とその秘書（1961年）
  - 交換殺人はいかが（1961年）
- 夫婦百景（1961年）
  - 第164話「花と夫婦」
  - 第181話「女房三題」
  - 第188話「すってんてん夫婦」
- 日立ファミリー劇場 / 卍座の抜穴（1961年） - お喜和
- 女神出奔（1961年）
- 女の青春（1961年）
- 亭主・宿六・夫族（1962年）
- 武田ロマン劇場 / その人の名は言えない 前編・後編（1962年）
- 人生の四季 第60話「甲賀忍法人蟹」（1962年）
- 続 地方記者 第23話「思い出記者」（1963年）
- 台所太平記（1963年）
- 娘の結婚 第8話「ある日突然に」（1963年）
- 村田英雄アワー / 白虎（1963年）
- 日産スター劇場
  - 堂々たる人生（1963年）
  - 喜劇あゝ巨人軍（1965年）
  - 珈琲とおめかけさん（1966年）
- 青春時代劇 / 宮本武蔵（1965年）
- こんにちは結婚 第10話「隣りの椅子」（1967年）
- 新・おんな大学 第2話「女は愚かなるをもって本分とすべし」（1968年）
- 犯人を捜せ!（1968年）

#### KR→TBS
- 日真名氏飛び出す（1955年）
- ナショナルゴールデンアワー→ナショナル劇場
  - 銭形平次捕物控 第61話（1959年）
  - こんにちは!そよ風さん（1969年）
- カロランスリラー / 駆け出せミッキー（1959年）
- おかあさん 第2シリーズ
  - 第1話「へそくり」（1959年）
  - 第30話「慰安旅行」（1960年）
  - 第55話「秋灯」（1960年）
  - 第66話「たった一度の発言」（1961年）
- サンヨーテレビ劇場
  - 亭主のためいき（1959年）
  - あけぼの草子（1960年）
  - 残月車会党 大逆事件より（1960年）
- スチール・スター劇場 / 弟子志願（1960年）
- 西武民話劇場 / 狐婿（1960年）
- プレゼント劇場（1960年）
  - みどり色の恋
  - 女の秘密
  - おくさま御用心
- 脱線トリオの大安小僧 第3話（1960年）
- グリーン劇場 / 挿絵の女（1960年）
- 源氏鶏太シリーズ / そろばん侍（1960年）
- 寿さん祝さん（1961年）
- 花王ファミリー劇場 / 純愛シリーズ
  - 第1、2話「春の魂 前編・後編」（1961年）
  - 第12、13話「野を駈ける少女 前編・後編」（1961年）※主演
  - 第39話「旅役者の唄」（1962年）
  - 第51話「愛の工作」（1962年）※主演
  - 第65話「泣いた悪魔」（1962年）
- 恋愛専科 第9話「夫を求む」（1961年）
- 月曜日の男
  - 第11話「マダム・キラー」（1961年）
  - 第40話「デイト」（1962年）
  - 第77話「再会」（1962年）
  - 第96話「怪盗マリア純情す」（1963年）
  - 第105話「ドブ鼠の青春」（1963年）
  - 第132話「星を集める女」（1964年）
- 顎鬚物語（1961年）
- 女の劇場 / 鏡（1962年）
- シャボン玉ミコちゃん（1962年）
- ゆうかん太郎（1962年）
- 近鉄金曜劇場
  - 浅草ろまねすく 前後編（1962年）
  - 賢女気質（1963年）
  - 愛とこころのシリーズ 菩提樹（1966年）
- 東芝日曜劇場 / 空をとぶ妻（1964年）
- いまに見ておれ 第4話（1964年）
- 幕末（1964年）
- 悲恋十年（1964年）※主演
- ウルトラQ 第7話「SOS富士山」（1966年） - 光子
- おれの番だ!（1966年）
  - 第14話「一等賞」
  - 第16話「マヌケ人間」
- ああ! 夫婦 第2シリーズ（1966年）
  - 第8話「雀と体操」
  - 第20話「ああコメディアン」
- ザ・ガードマン 第77話「鏡のなかの死刑台」（1966年）
- 七人の刑事 第2シーズン 第290話「結婚まで」（1967年）
- 風 第24話「野望の絵図」（1968年）
- 独身のスキャット 第4話（1970年）
- あなたは名探偵（1970年）※主演
- 十手野郎捕物控（1971年）

#### CX
- 陽のあたる坂道（1959年）
- 東芝土曜劇場
  - 百足ちがい（1959年）
  - 死の花言葉（1960年）
  - 二人の葉子（1960年）
  - 消えた設計図（1961年）
- 若獅子大名1（1959年）
  - 若獅子大名3（1960年）
- これが真実だ
  - 第3話「八百屋お七」（1959年）※主演
  - 第58話「石川啄木」（1961年）
- 不道徳教育講座 第17話「できるだけ己惚れよ」（1960年）
- つんころ大助 第2 - 5話（1960年）
- ぼうふら紳士（1960年）
- 侍
  - 第4話「難波村の仇討」（1960年）
  - 第16話「戦国友情」（1961年）
- プリンススリラー劇場
  - 地下室（1962年）
  - 背徳のメス（1963年）
- 獅子文六アワー / 青春怪談（1962年）
- タイガー劇場 / 人 第1話「一つの愛」（1962年） - 麻理子 ※主演
- 二十歳の設計（1962年）
- 夫の居ぬ間 ※主演
  - 小さな窓（1962年）
  - ベッドの中で（1963年）
- シャープ火曜劇場 / 異母妹たち（1963年）
- その影を砕け!（1963年）
- 二十四才の憂うつ（1963年）
- 暖流（1964年）
- 一千万人の劇場 / 風船玉計画（1964年）
- 甲州遊侠伝 俺はども安 第16話（1965年）
- 三匹の侍
  - 第3シリーズ 第13話「ああ義侠伝」（1965年）
  - 第5シリーズ 第7話「女」（1967年）
  - 第6シリーズ 第13話「下郎」（1968年）
- おてんとさまどんと来い!（1966年）
- ただいま見習い中 第4話「シャッター・チャンス」（1966年）
- 銭形平次 (大川橋蔵)
  - 第59話「王手飛車角」（1967年）
  - 第157話「妄執の刃」（1969年） - おちか
  - 第197話「系図のない武士」（1970年） - 縫
- 眠狂四郎 第19話「修羅の道」（1967年）
- 大奥 第37話「美女と悪僧」 - 第39話「感応寺事件」（1968年） - お波奈の方
- 37階の男 第20話「憂鬱なペンダント」（1968年）
- 春よこい 第18話（1969年）
- 白雪劇場 / 江戸の紅葵（1970年） - おりょう
- 真昼の月（1972年）

#### NET
- あの波の果てまで（1959年）
- NECサンデー劇場
  - 幸せは一夜おくれてくる（1959年）
  - おんな（1961年）
  - どこかの海で拾った話（1961年）
- シキボウ劇場
  - 剣豪秘伝（1960年）
    - 第5話「盲刃」
    - 第9、10話「柳生連也斎 前編・後編」
    - 第25話「新陰流「猿飛」」
    - 第33話「やくざ剣豪」
    - 第35話「孤影」
    - 第41話「夕雲流一の太刀」

  - 西鶴物語（1961年）
    - 第7、8話「八百屋お七 前編・後編」※主演
    - 第26話「太夫格子に立つ男の名」
- クラボウ・ミステリー 影 / 黒あり（1960年）
- エノケン劇場 第6、7話「江戸っ子長兵衛 前編・後編」（1960年）
- 御身（1962年）※主演
- 虹の劇場 / おもろい女（1962年）
- 結婚の夜（1962年）
- お気に召すまま 第12話「時間貿易商」（1962年）※主演
- 黒龍劇場 / =女= 女の跫音（1962年）
- 名作推理劇場（1963年）
  - 警察物語 第4作「非情」
  - 黒い天使 ※主演
- 女シリーズ / 愛の氷河（1963年）※主演
- 東京・赤坂・六本木（1963年）
- ポーラ名作劇場
  - おかあさん（1963年）
  - 花嫁はブロンド（1963年）
  - お先にごめん・明治一代男（1964年）
- 夫を成功させる法 第22章「寛永才女草紙」（1963年）
- 短い短い物語 第114話「街角」（1963年）
- 日本映画名作ドラマ / 黒い森の盛装（1964年）
- 徳川家康 第一部 第二部 第34話（1965年） - ねね
- 判決
  - 第139話「罠」（1965年）
  - 第196話「おれの星」（1966年）
- 鉄道公安36号
  - 第111話「怒りの汽笛」（1965年）
  - 第135話「悲しき故郷」（1966年）
  - 第160話「地獄への特急」（1966年）
- 新選組血風録 第24話「風去りぬ」（1965年） - お光
- 鳴門秘帖（1966年）
- 怪奇ロマン劇場 第4話「美しき亡霊」（1969年） - 白崎梨絵 ※主演
- 素浪人 花山大吉
  - 第32話「伜にゃ過ぎた嫁だった」（1969年）
  - 第64話「三人揃ってバカだった」（1970年）
  - 第81話「拾った赤ちゃん凄かった」（1970年）
- 日本任侠伝 第2シリーズ 第1話「灰神楽三太郎」（1969年）
- 天を斬る 第12話「襲撃札の辻」（1969年）
- 夫よ男よ強くなれ 第13話「バラは痛いぞ!!」（1969年）

#### 12ch
- その灯は消えない / かすりの女・でん（1964年） - 井上でん ※主演
- 日本怪談劇場 第9話「怪談・宵宮雨」（1970年） - おえん